# Czesław Tumielewicz
Czesław Tumielewicz (ur. 20 listopada 1942 w Lidzie) – polski malarz i grafik, profesor Akademii Sztuk Pięknych w Gdańsku.

## Życiorys
Urodził w 1942 w Lidzie, w rodzinie ziemiańskiej. Malarstwo uprawia od 16 roku życia. W maju 1945 repatriowany do Polski. Początkowo mieszkał w Margoninie, Szamocinie, Wyrzysku i Sępólnie Krajeńskim, od 1954 w Bydgoszczy, a od 1961 w Gdańsku, gdzie studiował architekturę i malarstwo (prof. A. Gerżabek, prof. W. Lam, doc. A. Fiszerowa), w PWSSP w Poznaniu grafikę artystyczną (litografia prof. L. Mianowski, malarstwo prof. T. Brzozowski). W 1968 ukończył studia na Wydziale Architektury Politechniki Gdańskiej. Studiował również w Pracowni Malarstwa prof. L. Mianowskiego w PWSSP w Poznaniu (dyplom w 1978).
Pierwszą wystawę indywidualną miał w 1965 w Bydgoszczy. Od 1971 asystent na Wydziale Grafiki PWSSP w Gdańsku Od 1975 do 2000 prowadził Pracownię Litografii i Linorytu, następnie prowadził Pracownię Podstaw Grafiki Warsztatowej dla studentów Wydziału Grafiki i Pracownię Druku Wypukłego dla studentów Wydziału Malarstwa. W latach 1990–2002 był kierownikiem Katedry Grafiki Artystycznej ASP w Gdańsku. Od 1984 docent, od 1994 profesor, a od 2012 profesor zwyczajny. Na emeryturę przeszedł w 2013 r.

## Twórczość
Uprawia linoryt, litografię, monotypię, akwafortę, akwatintę, a w malarstwie techniki olejne, akrylowe, akwarelę i suchy pastel. Twórczość stale się zmieniająca w cyklach kilkuletnich, początkowo metaforyczna w latach 60, abstrakcyjna w I połowie lat 70. (pierwszy w Gdańsku happening i instalacja w 1971), bierze udział w konceptualistycznym Zjeździe Marzycieli w Elblągu w 1973, strukturalistyczny realizm magiczny w II połowie lat 70., wielostrukturalne płaszczyznowe malarstwo oparte na proporcjonalnych systemach barwnych Goethego w latach 80., po czteroletnim epizodzie malarstwa komentującego wydarzenia polityczne roku przełomu 1989 (w latach 1989–1995), w którym doszło do odrzucenia barw spektralnych a pojawiły się barwy metalizowane (w tym samym czasie postmodernistyczny cykl „amerykański”, „kresowy” i „aborygeński”). Od 1995 nieoczekiwany zwrot ku malarstwu realistycznemu: martwe natury, pejzaże, portrety, przy kontynuacji cyklu postmodernistycznego o tematyce architektonicznej i antropomorficznej. W 2003 rozpoczyna cykl erotyków, realizowany w grafice i malarstwie do dziś.
Artysta ma za sobą ponad 131 wystaw indywidualnych; brał udział w 389 wystawach zbiorowych. Za granicą brał udział w 78 wystawach. Kilkakrotnie brał udział w Międzynarodowym Biennale Grafiki w Krakowie (1971,1984,1997, 2000 r.), w Ogólnopolskich Wystawach Grafiki w Katowicach (1997, 2000) oraz w toruńskich wystawach Kolor w Grafice (1982,1985, 1988, 1991, 1993, 1997); jak również w Festiwalach Malarstwa Współczesnego w Szczecinie (1972,1974, 1978, 1998, 2000 r.) i w Przeglądach Martwej Natury w Sieradzu (1997, 2000 r.), Triennale Portretu i Autoportretu w Radomiu (1987, 2000. 2003). W konkursach GTPS Grafika Roku, od lat 70., co roku brał udział uzyskując wielokrotnie wyróżnienia i nagrody.
W latach 1987–1991 wykonał projekty zrealizowanych witraży w kościołach w Kędzierzynie-Koźlu (200 m²) i w Sierakowicach (Św. Marcin, Św. Barbara).
Jego prace znajdują się w wielu muzeach w kraju (Bydgoszcz, Gdańsk, Poznań, Zielona Góra, Katowice, Elbląg, Frombork, Chełm) i za granicą (Kuopio w Finlandii, Hanoi w Wietnamie), oraz w wielu kolekcjach prywatnych w kraju i za granicą.
Odbył podróże do Austrii, Białorusi, Grecji, Finlandii, Francji, Kanady, Niemiec, Litwy, Rosji, Ukrainy, USA, Włoch, Węgier, Wielkiej Brytanii i Wietnamu.

## Nagrody i wyróżnienia
- Nagroda (jedna z 10 równorzędnych nagród) na Ogólnopolskiej Wystawie Grafiki w Warszawie (1973)
- I nagroda na Ogólnopolskiej Wystawie Młodej Sztuki w Sopocie (1974)
- I nagroda na Ogólnopolskim Konkursie Malarskim im. Spychalskiego w Poznaniu (1977)
- Nagroda Miasta Gdańska w Dziedzinie Kultury „Splendor Gedanensis” (1977)[7]
- Stypendium Fundacji Kościuszkowskiej w Nowym Jorku (1981)
- Nagroda Rektora (prof. Duszenki) (1981)
- Nagroda Rektora (prof. Krechowicza) II stopnia za koncepcję i organizację cyklu wystaw „Dekonstrukcjoniści Gdańscy” (1998)
- I nagroda w konkursie Gdańskiego Towarzystwa Przyjaciół Sztuki „Grafika Roku” (2007)
- Nagroda Prezydenta Miasta Gdańska w Dziedzinie Kultury z okazji jubileuszu 40-lecia pracy pedagogicznej oraz 70. urodzin (2012)[8]
- Nagroda honorowa Gdańskiego Towarzystwa Przyjaciół Sztuki w dziedzinie plastyki za rok 2011 (2012)
- Odznaka honorowa „Zasłużony dla Kultury Polskiej” (2012)
- I nagroda w konkursie Gdańskiego Towarzystwa Przyjaciół Sztuki „Grafika Roku” (2012)
- Nominacja do Pomorskiej Nagrody Artystycznej za 2012 rok (2013)
- Nagroda Marszałka Województwa Pomorskiego (2015)[9]
- Brązowy Medal „Zasłużony Kulturze Gloria Artis” (2018)[10]
- Nagroda Prezydenta Miasta Gdańska w Dziedzinie Kultury z okazji jubileuszu (2022)[8]